# 4131 Stasik
4131 Stasik је астероид главног астероидног појаса са пречником од приближно 32,6 .
Афел астероида је на удаљености од 3,494 астрономских јединица (АЈ) од Сунца, а перихел на 2,837 АЈ.
Ексцентрицитет орбите износи 0,103, инклинација (нагиб) орбите у односу на раван еклиптике 12,421 степени, а орбитални период износи 2057,613 дана (5,633 година).
Апсолутна магнитуда астероида је 11,8 а геометријски албедо 0,050.
Астероид је откривен 23. фебруара 1988. године.